# كأس اليونان لكرة السلة 2018–19
كأس اليونان لكرة السلة 2018–19 (باليونانية: Κύπελλο Ελλάδας καλαθοσφαίρισης ανδρών 2018-2019)‏ هو موسم من كأس اليونان لكرة السلة ‏. فاز فيه نادي باناثينايكوس لكرة السلة.